# 蘭喬格蘭德 (新墨西哥州)
蘭喬格蘭德（英語：Rancho Grande）是位於美國新墨西哥州卡特倫縣的普查規定居民點。

## 人口
根據2020年美國人口普查的數據，蘭喬格蘭德的面積為1.13平方千米，當中陸地面積為1.10平方千米，而水域面積為0.03平方千米。當地共有人口96人，而人口密度為每平方千米84.96人。